# Liste der Monuments historiques in Arracourt
Die Liste der Monuments historiques in Arracourt führt die Monuments historiques in der französischen Gemeinde Arracourt auf.

## Liste der Objekte
| Bezeichnung | Beschreibung                                    | Standort                                  | Kennzeichnung | Schutzstatus | Datum | Bild |
| ----------- | ----------------------------------------------- | ----------------------------------------- | ------------- | ------------ | ----- | ---- |
| Pietà       | Holz, farbig gefasst, Ende des 16. Jahrhunderts | in der Kapelle Notre-Dame-de-Pitié (Lage) | PM54000019    | Classé       | 1984  |      |